# Melodisch Moll aufwärts

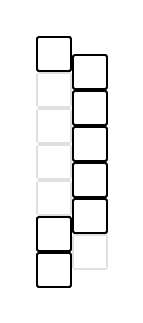
Schematische Darstellung der MMA-Tonleiter (Erläuterung)

Melodisch Moll aufwärts (kurz MMA) bezeichnet eine vor allem im Jazz verwendete Tonleiter, die der Aufwärts-Variante der in der Klassik verwendeten Melodischen Molltonleiter entspricht. MMA besitzt den gleichen Tonvorrat wie die akustische Skala und ist der fünfte Modus innerhalb der Heptatonia Secunda.
Sie wird gebildet, indem die Sexte und Septime einer natürlichen Molltonleiter hochalteriert werden. Der Rest der Tonleiter bleibt unverändert. Damit liegt ein Halbton zwischen der zweiten und dritten sowie zwischen der siebten und achten Stufe, die anderen Intervalle sind Ganztonschritte. Auffallend ist, dass MMA eine Molltonleiter ist, aber dennoch über einen Leitton zum Grundton (die große Septime) verfügt. Diese Eigenschaft teilt sie mit der Harmonischen Molltonleiter und dem Zigeuner-Moll, kommt aber im Gegensatz zu diesen ohne Hiatus-Schritte aus. Diese große Septime ist die Durterz der Dominante, die ohne diese große Terz keine dominantische Funktion entwickeln würde. Die Entstehung dieser großen Terz ist analog der Entstehung der großen Terz in der Doppeldominante oder dem verminderten Vierklang abgeleitet.
Typischerweise bildet sie die Tonika in einer Jazz-Mollkadenz. Die dazugehörigen Akkorde sind Xm6 oder Xm maj7 und nicht Xm7. Improvisiert wird dabei ohne kleine Septime.
Auf den Stufen der MMA-Tonleiter bauen sich viele häufig verwendete Tonleitern auf. Zum Beispiel ist die alterierte Skala die siebte Stufe von Melodisch Moll aufwärts.